# 강병조
강병조는 정신의학자로, 전 경북대학교 대학 교수이다. 1973년 신경정신과 전문의 자격을 획득하였으며, 1975년 동 대학원에서 박사학위를 취득한후 1976년부터 2009년까지 경북대학교 의과대학 교수로 역임하였다. 2007년엔 대한신경정신의학회 학회장을 맡기도 하였다.

## 종교 관점
불교계에 관심이 많아, 현 한국 불교의 보살 사상에 대해 '소원 성취적 투사'라고 말하고 있으며, 또한 종교자체를 세뇌와 동일 선상에 두고 있기도 하며, 이런 근본주의 기독교도로부터 다른 종교와 더불어 국민들을 보호하는 방법으로 법적 대응과 더불어 홍보를 주장하고 있다. 또한 이 외에도 성철의 불교 이해에 오류가 있다는 주장을 해서 파문을 일으킨 적이 있었다.